# 萩森騒動
萩森騒動（はぎのもりそうどう）は、江戸時代後期の文化年間に伊予宇和島藩で起こった刃傷事件である。

## 経過
宇和島藩では藩政初期から財政難が起こっていたが、江戸時代後期になると洪水や大火、旱魃等の天災が相次いで財政は逼迫し、文化9年（1812年）には遂に藩財政再建をめぐる重臣の意見の対立から刃傷事件が発生した。宇和島藩は当時、藩内に差上銀（献金）を命令し、家臣には5年の半知借上を行い、藩札の濫発も行っていた。このため宇和島藩では両替のために正銀が不足し、藩札騒動も起きるなど武士も領民も困窮していた。
このため11月20日、家臣の借上に関して藩で協議が行われ、老中の稲井甚太左衛門が5年の期間をさらに3年延長すると言い出した。これに対し、番頭の萩森宏綱が下級武士から差上米を取ることに反対し、100石以上の上級武士に3年にわたり知行を返上する案を出した。無論、萩森自身も480石取りであるため、これに含まれ案を出した萩森は10人扶持が貰えるなら自ら応じると述べた。稲井は萩森が医者の息子で萩森家に養子入りしていたことから、萩森を衆人環視の前で大いに面罵した。萩森は屈辱を覚えて重役の小梁川主膳と会い、稲井の無能を言い立てたが、主膳は慰めて家に帰した。
翌日夕刻、萩森は小梁川を訪ねると、小梁川は稲井の屋敷に出かけていた。萩森は小梁川が稲井に前日の件を密告に行ったと思い、手槍を携えて稲井屋敷に討ち入った。実は小梁川は密告に行ったわけではなく、稲井屋敷で勉強会があり出かけていただけで、この日は屋敷に多くの藩士が集まって参加していたのだが、手槍を携えて現れた萩森に驚き、井関徳左衛門が手槍を奪おうとして揉み合いになり、萩森は脇差で井関を斬りつけた。この日の勉強会には文武の達人中川幸八がおり、稲井と小梁川に斬りつけようとしていた萩森を取り押さえた。
文化10年（1813年）2月9日、萩森は「老中（稲井）を侮り、上を軽んじ候致方、其上井関徳左衛門へ手疵を負はせ、重々不届き」として藩命により法円寺で切腹となった。小梁川は20石加増、井関も20石加増となった。この時の切腹は江戸時代の泰平になってから久しいことで、作法など諸事を調べた上で行なわれた荘厳なものだったという。萩森は「常態の顔色」で従容と切腹し、家は断絶し、家財は没収された。
ただ、藩もこの騒動により、騒動後の12月2日に3年の倹約令を出したが、半知借上から三歩借上に変更され、12月17日には家中に対する借下米、借下銀は全て引き捨てとされるなど、藩は譲歩を余儀なくされた。

## 現在
萩森の死後、藩は萩森の墓所に参拝することを禁じたが、家中や町人の多くが忍び参りすることが後を絶たなかった。これは萩森の下級武士に対する擁護発言、身命を賭しての討ち入り、藩札が正銀と両替できるようになったためとされる。萩森の霊は「萩森様」として崇められ、萩森神社として祀られ、世直しの流行神として末社は上方にまで及んだ。
かつて萩森神社は市立宇和島病院本館あたりにあったが、現在は廃社して存在しない。なお、藩は萩森人気が高すぎたため、切腹の年に生まれた男子の栄之助（11歳）に家名を継ぐことを許した。